# 5995 Saint-Aignan
5995 Saint-Aignan este o planetă minoră (asteroid), cu un diametru de 7,828 km, din centura de asteroizi. A fost descoperită pe 20 februarie 1982 la observatorul Lowell⁠(d) de Edward L. G. Bowell și a fost numită după Charles P. de Saint-Aignan⁠(d). 
Obiectul prezintă o orbită caracterizată de o semiaxă mare de 2,5923954 UAi, o excentricitate de 0,26, o înclinație de 12,236 ° în raport cu ecliptica.